# Dayabaai
Dayabaai is een baai in het zuiden van de Chinese provincie Guangdong. In de buurt van Dayabaai zijn vier kerncentrales, waarvan twee eigendom zijn van Daya Bay Nuclear Power Plant en de Ling Ao Nuclear Power Plant en Daya Bay Reactor Neutrino Experiment. Dayabaai ligt op de graden 22°35′43″N 114°32′35″E / 22.5953°N 114.5431°E / 22.5953; 114.5431. Dapengbandao ligt aan de westkant van de baai. De Huizhouse gebieden Huiyang en Huidong liggen aan de noord- en oostkant van de baai.

## Geschiedenis
De Baai was bezaaid met piraten in de jaren twintig van de 20e eeuw toen de Chinese overheid druk bezig was met de Noordelijke Expeditie. In het gebied werd de tweede kerncentrale van China gebouwd. Deze was de Daya Bay Nuclear Power Plant en werd eind jaren tachtig van de 20e eeuw gebouwd.